# Stazione di Spoleto
Stazione di Spoleto vasútállomás Olaszországban, Umbria régióban, Spoleto településen.

## Vasútvonalak
Az állomást az alábbi vasútvonalak érintik:
- Ancona–Orte -vasútvonal

## Kapcsolódó állomások
A vasútállomáshoz az alábbi állomások vannak a legközelebb: 
- Stazione di Baiano di Spoleto
- Stazione di San Giacomo di Spoleto
- Stazione di Terni
- Stazione di Spoleto Città